# Rachel Corrie Foundation for Peace and Justice
Rachel Corrie Foundation for Peace and Justice er en amerikansk menneskerettighedsorganisation i Olympia, Washington, der blev grundlagt for at fremme græsrodsbevægelse der arbejder for menneskerettigheder, fred og social, økonomisk og miljømæssig retfærdighed i Rachel Corries ånd. Organisationen blev grundlagt af Corries forældre i 2003, og har udmærket sig i spørgsmål vedrørende situationen i Palæstina.

## Eksterne lenker
- Rachel Corrie Foundation for Peace and Justice